# Мачкасов, Николай Николаевич
Никола́й Никола́евич Мачка́сов (род. 9 февраля 1962, Куйбышев, РСФСР, СССР) — советский и российский джазовый музыкант (контрабасист и бас-гитарист), аранжировщик, педагог, один из ведущих джазовых музыкантов Самары. 
Образование — Куйбышевское музыкальное училище (1986) по классу контрабаса, эстрадно-джазовое отделение Российской академии музыки им. Гнесиных (1992) по классу контрабаса и бас-гитары. Персональный стиль игры сформирован под влиянием Нильса-Хеннинга Эрстеда Педерсена. 

## Биография
Дебютировал на фестивальной сцене в 1980 году в Красноярске (в составе трио пианиста Григория Файна). Впоследствии с этим же коллективом или собственными ансамблями участвовал в фестивалях в Донецке, Ленинграде, Москве, Набережных Челнах, Новосибирске, Пензе, Пярну, Таллине, Тбилиси, Тихвине, Тольятти, Чебоксарах, Ярославле, а также в Германии и Канаде (Монреаль, 1997). 
Работал в коллективах Куйбышевской филармонии (ВИА «Жигули», группа «Дивоцвет», в 1985-1987 г.г. — в трио Григория Файна), играл в симфоническом оркестре, ряде ресторанных ансамблей. В 1990 году совместно с трубачом Николаем Кузьмичёвым организовал серию выступлений ансамбля «Джаз-Форум» (Чебоксары) с немецкими музыкантами-гастролёрами. Руководил собственными коллективами «N-Quintet» (1998-2003) и «Jazz Road» (2004-2007). В 2007 году стал одним из основателей состава «International Jazz Show Band», с которым выступал в Австралии. В составе квартета «Три Плюс» сотрудничал с видными представителями джазовой сцены соседних регионов — пианистом Сергеем Струковым (Пенза) и гитаристом Газинуром Сафиулловым (Ульяновск). Работал на круизных лайнерах. Регулярно выступал с ведущими музыкантами российского джаза и зарубежными гастролёрами, в числе которых пианист Даниил Крамер, вокалистка Лори Уильямс (США), аккордеонист Эми Драгой (Румыния) и др.
В 2007 году написал и аранжировал музыку для совместного шоу фолк-рок-группы «Диво» и ансамбля «Jazz Road», которая была представлена на церемонии открытия 1-го Международного фестиваля фейерверков в Самаре.
С 1997 года ведёт преподавательскую деятельность: в 1997-1999 годах вёл класс бас-гитары в детской музыкальной школе, в 1999-2002 г.г. — класс контрабаса и бас-гитары в Самарской государственной академии культуры и искусств. В 2000-х годах работал в оркестре Культурного центра ГУ МВД по Самарской области под руководством Владимира Гузиева.
Избранная дискография:
- 1987: «Осенние ритмы — 87», Мелодия С60 27407 003 (в трио Григория Файна)
- 2000: «N-Quintet» (2000)
- 2013: «Джаз в Самаре: вчера и сегодня» (сборник) [7]